# Ptolemaida (filla de Ptolemeu I)
Ptolemaida (grec antic: Πτολεμαίς, Ptolemaís; Memfis o Alexandria, c. 315 aC - després del 287 aC) va ser una princesa làgida, filla de Ptolemeu I i de la seva tercera esposa Eurídice.

## Biografia
Neta, per part de la seva mare del general macedoni Antípater i filla del rei d'Egipte Ptolemeu I, Ptolemaida era germana dels reis de Macedònia Ptolemeu Ceraune i Melèagre i de la reina Lisandra, esposa d'Alexandre V.
El seu pare, Ptolemeu I, antic guardaespatlles d'Alexandre el Gran, s'havia establert al tron d'Egipte l'any 304 aC, que li havia estat assignat com a sàtrapa pel regent Pèrdicas com a part de la partició de l'imperi macedoni a la mort del rei el 323 a.C.
Com a part d'un acord de pau fet pel seu pare, Ptolemaida es va comprometre amb Demetri I Poliorceta, rei de Macedònia, vers el 300 aC i s'hi va casar finalment a Milet l'any 287 aC, convertint-se així en la seva cinquena esposa. Va ser la mare de Demetri Kallos (el Bell), qui va ser rei de Cirene.
La principal font antiga per a Ptolemaida és la Vida de Demetri de Plutarc.